# Жул-Леон Дютрьой дьо Рен
Жул-Леон Дютрей дьо Рен (на френски: Jules-Léon Dutreuil de Rhins) е френски изследовател-географ, морски топограф, пътешественик.

## Биография
Роден е на 2 януари 1846 година в Сент Етиен, Франция. Постъпва доброволец във Военноморския флот и участва в няколко морски кампании на Френските военноморски сили в Мексико и по време на Френско-германската война (1870 – 1871). След войната напуска военния флот и от 1871 до 1876 е капитан на търговски кораб. През 1876 – 1877 е на служба във флота на Сиам (Тайланд). Едновременно с морската си служба от 1882 е и кореспондент на египетския вестник „Temps“.
След като напуска службата си в тайландския флот Дютрей дьо Рен провежда няколко експедиции в различни части на света, спонсорирани от френското правителство, като основната задача е картирането на неизследвани дотогава територии. През 1879 – 1881 картира части от бреговете на Северен Виетнам и Лаос. През май, юни и юли 1883 извършва топографско заснемане и след това картира цялото течение на река Огове в Габон.
През 1891 – 1894 извършва експедиция в Западен Китай и Тибет, като извършва първите картирания на най-недостъпните и най-слабо изследвани части на Северен и Западен Тибет. Убит е от местни жители на 5 юни 1894 година в Източен Тибет на 48-годишна възраст.

## Трудове
Дютрей дьо Рен публикува няколко трудове касаещи главно топографо-геодезическата му дейност:
- „Le royaume d'Annam“ (1879);
- „Carte de l'Indo-Chine orientale“ (1881);
- „Levé du cours de l'Ogooné“ (1884);
- „L'Asia centrale“ (1889).

Резултатите от последното му пътуване са издадени в три тома след смъртта му през 1897 – 1899 под заглавието: „Mission scientifique dans la Haute-Asie“.